# Michael Idvorsky Pupin
 (mars 2019).
Si vous disposez d'ouvrages ou d'articles de référence ou si vous connaissez des sites web de qualité traitant du thème abordé ici, merci de compléter l'article en donnant les références utiles à sa vérifiabilité et en les liant à la section « Notes et références ».
Mihajlo (Michael) Idvorski Pupin (1858-1935) est un physicien serbe.

## Biographie
Né le 4 octobre 1858 dans le village de Idvor dans le Banat serbe, il émigre aux États-Unis en 1883. À son arrivée aux États-Unis, il n'a qu'une pièce de 25 cents sur lui. L'agent d'immigration lui demande alors s'il connait des personnes qui pourraient l'aider. Il répond qu'il ne connait que George Washington et Abraham Lincoln.
Enfant de parents illettrés, il devient en 1890 enseignant à l'université Columbia et met en évidence que les atomes frappés par les rayons X émettent des rayons X.
Il reçoit en 1924 le prix Pulitzer pour son autobiographie : From Immigrant to Inventor.
Il est décédé le 12 mars 1935 à New York.

## Bobines de Pupin
Il améliore la transmission des communications téléphoniques sur les longues distances en plaçant des bobines le long des câbles de communication. Ces bobines sont familièrement désignées par le terme 'Pupin'.
Grâce à ces bobines, l'affaiblissement restait identique dans la gamme de fréquences de la voix téléphonique.
Il était alors possible de faire des communications longue distance sans passer par des éléments actifs. 
Ces bobines ont tendance à disparaître, notamment parce que l'affaiblissement est très élevé à haute fréquence, ce qui empêche d'utiliser des technologies comme l'ADSL.

## Controverse
Bien que la gloire et tous les avantages matériels provenant de l'acquisition du brevet (1899) par AT&T revinrent à Pupin, l'utilisation de bobines en série sur les câbles de communication avait été développée en interne par George Ashley Campbell, à partir d'un article de Oliver Heaviside (1887). AT&T préféra acquérir le brevet de Pupin plutôt que de risquer de ne pas bénéficier de la protection d'un brevet du tout en cas de procès.

## Sources
- "Pupin, Michael Idvorsky." Encyclopædia Britannica. 2005. Encyclopædia Britannica Premium